# Berdeniella pyrenaica
Berdeniella pyrenaica és una espècie d'insecte dípter pertanyent a la família dels psicòdids que es troba a Europa: Txèquia i els Pirineus.